# Celastrina aristius
Celastrina aristius är en fjärilsart som beskrevs av Hans Fruhstorfer 1910. Celastrina aristius ingår i släktet Celastrina och familjen juvelvingar. Inga underarter finns listade i Catalogue of Life.